# Vierländer Bahn
| Bahnhof Hamburg-Bergedorf Süd |                                    |                                         |                                         |
| Streckennummer (DB): | 9124                               |                                         |                                         |
| Kursbuchstrecke (DB): | ehem. 110d                         |                                         |                                         |
| Kursbuchstrecke: | 93f (1934) 100n (1939) 110d (1946) |                                         |                                         |
| Streckenlänge: | 10,842 km                          |                                         |                                         |
| Spurweite: | 1435 mm (Normalspur)               |                                         |                                         |
| |                                    |                                         |                                         |
| \| \| 0,000 \| Bergedorf Nord \| Bergedorf Nord \| \| \| \| von Hamburg-Bergedorf Gbf \| \| \| \| 0,799 \| Weidenbaumsweg \| Weidenbaumsweg \| \| \| 1,079 \| Schleusengraben \| Schleusengraben \| \| \| 1,309 \| Vierlandenstraße \| Vierlandenstraße \| \| \| 1,490 \| Neuer Weg \| Neuer Weg \| \| \| 1,5700,000 \| Hamburg-Bergedorf Süd \| Hamburg-Bergedorf Süd \| \| \| 0,839 \| Strecke nach Geesthacht \| Strecke nach Geesthacht \| \| \| \| A 25 \| \| \| \| 1,732 \| Achterschlag \| Achterschlag \| \| \| 1,788 \| Pollhof \| Pollhof \| \| \| 4,372 \| Curslacker Deich \| Curslacker Deich \| \| \| 4,532 \| Curslack-Neuengamme \| Curslack-Neuengamme \| \| \| 4,750 \| Dove Elbe, Odemannbrücke \| Dove Elbe, Odemannbrücke \| \| \| 4,788 \| Neuengammer Hausdeich \| Neuengammer Hausdeich \| \| \| 5,790 \| Anst KZ Neuengamme \| Anst KZ Neuengamme \| \| \| 6,003 \| Neuengammer Sammelgraben \| Neuengammer Sammelgraben \| \| \| 6,955 \| Neuengammer Hinterdeich \| Neuengammer Hinterdeich \| \| \| 6,972 \| Hst Achterdiek \| Hst Achterdiek \| \| \| 7,072 \| Gose Elbe, Achterdiekbrücke \| Gose Elbe, Achterdiekbrücke \| \| \| 7,240 \| Kirchwerder Hausdeich \| Kirchwerder Hausdeich \| \| \| 7,512 \| Norderquerweg \| Norderquerweg \| \| \| 7,602 \| Kirchwerder Nord \| Kirchwerder Nord \| \| \| 8,003 \| Kirchwerder Sammelgraben \| Kirchwerder Sammelgraben \| \| \| 8,430 \| Fersenweg \| Fersenweg \| \| \| 9,038 \| Kirchwerder Sammelgraben \| Kirchwerder Sammelgraben \| \| \| 9,428 \| ehem. Strecken von Billbrook/Geesthacht \| ehem. Strecken von Billbrook/Geesthacht \| \| \| 9,978 \| Zollenspieker Querweg \| Zollenspieker Querweg \| \| \| 10,020 \| Süderquerweg \| Süderquerweg \| \| \| 10,704 \| Zollenspieker \| Zollenspieker \| \| \| 10,842 \| \| \| \| \| \| \| \| \| Quellen: [1] \| \| \| \| ORM-Karte |                                    |                                         |                                         |
| Kopfbahnhof Streckenanfang (Strecke außer Betrieb) | 0,000                              | Bergedorf Nord                          | Bergedorf Nord                          |
| Abzweig ehemals geradeaus, ehemals nach rechts und von rechts |                                    | von Hamburg-Bergedorf Gbf               | von Hamburg-Bergedorf Gbf               |
| Bahnübergang | 0,799                              | Weidenbaumsweg                          | Weidenbaumsweg                          |
| Brücke über Wasserlauf | 1,079                              | Schleusengraben                         | Schleusengraben                         |
| Bahnübergang | 1,309                              | Vierlandenstraße                        | Vierlandenstraße                        |
| Bahnübergang | 1,490                              | Neuer Weg                               | Neuer Weg                               |
| Dienststation / Betriebs- oder Güterbahnhof | 1,5700,000                         | Hamburg-Bergedorf Süd                   | Hamburg-Bergedorf Süd                   |
| Abzweig ehemals geradeaus und nach links | 0,839                              | Strecke nach Geesthacht                 | Strecke nach Geesthacht                 |
| Strecke mit Straßenbrücke (Strecke außer Betrieb) |                                    | A 25                                    | A 25                                    |
| Bahnübergang (Strecke außer Betrieb) | 1,732                              | Achterschlag                            | Achterschlag                            |
| Bahnhof (Strecke außer Betrieb) | 1,788                              | Pollhof                                 | Pollhof                                 |
| Bahnübergang (Strecke außer Betrieb) | 4,372                              | Curslacker Deich                        | Curslacker Deich                        |
| Bahnhof (Strecke außer Betrieb) | 4,532                              | Curslack-Neuengamme                     | Curslack-Neuengamme                     |
| Brücke über Wasserlauf (Strecke außer Betrieb) | 4,750                              | Dove Elbe, Odemannbrücke                | Dove Elbe, Odemannbrücke                |
| Bahnübergang (Strecke außer Betrieb) | 4,788                              | Neuengammer Hausdeich                   | Neuengammer Hausdeich                   |
| Abzweig geradeaus und nach links (Strecke außer Betrieb) | 5,790                              | Anst KZ Neuengamme                      | Anst KZ Neuengamme                      |
| Brücke über Wasserlauf (Strecke außer Betrieb) | 6,003                              | Neuengammer Sammelgraben                | Neuengammer Sammelgraben                |
| Bahnübergang (Strecke außer Betrieb) | 6,955                              | Neuengammer Hinterdeich                 | Neuengammer Hinterdeich                 |
| Haltepunkt / Haltestelle (Strecke außer Betrieb) | 6,972                              | Hst Achterdiek                          | Hst Achterdiek                          |
| Brücke über Wasserlauf (Strecke außer Betrieb) | 7,072                              | Gose Elbe, Achterdiekbrücke             | Gose Elbe, Achterdiekbrücke             |
| Bahnübergang (Strecke außer Betrieb) | 7,240                              | Kirchwerder Hausdeich                   | Kirchwerder Hausdeich                   |
| Bahnübergang (Strecke außer Betrieb) | 7,512                              | Norderquerweg                           | Norderquerweg                           |
| Bahnhof (Strecke außer Betrieb) | 7,602                              | Kirchwerder Nord                        | Kirchwerder Nord                        |
| Brücke über Wasserlauf (Strecke außer Betrieb) | 8,003                              | Kirchwerder Sammelgraben                | Kirchwerder Sammelgraben                |
| Bahnübergang (Strecke außer Betrieb) | 8,430                              | Fersenweg                               | Fersenweg                               |
| Brücke über Wasserlauf (Strecke außer Betrieb) | 9,038                              | Kirchwerder Sammelgraben                | Kirchwerder Sammelgraben                |
| Abzweig geradeaus, von links und von rechts (Strecke außer Betrieb) | 9,428                              | ehem. Strecken von Billbrook/Geesthacht | ehem. Strecken von Billbrook/Geesthacht |
| Bahnhof (Strecke außer Betrieb) | 9,978                              | Zollenspieker Querweg                   | Zollenspieker Querweg                   |
| Bahnübergang (Strecke außer Betrieb) | 10,020                             | Süderquerweg                            | Süderquerweg                            |
| Bahnhof (Strecke außer Betrieb) | 10,704                             | Zollenspieker                           | Zollenspieker                           |
| | 10,842                             |                                         |                                         |
| |                                    |                                         |                                         |
| Quellen: |                                    |                                         |                                         |

Als Vierländer Bahn wird die Strecke zwischen den Hamburger Bahnhöfen Bergedorf Süd und Zollenspieker bezeichnet. Zollenspieker liegt in den Vierlanden im Stadtteil Kirchwerder. Der Bau der Strecke begann am 25. März 1911 durch die Bergedorf-Geesthachter Eisenbahn (BGE)

## Streckenführung
Vom Bahnhof Bergedorf Süd mit drei Güterverladegleisen verlief die Strecke eingleisig in östlicher Richtung bis nahe der Straße Pollhof, wo sie in einem annähernden Viertelkreisbogen in südliche Richtung, zunächst zum Bahnhof Pollhof führte. Dieser hatte neben dem Durchfahrtsgleis ein zunächst einseitig angeschlossenes Ladegleis, das später verlängert und an beiden Enden mit der Hauptstrecke verbunden wurde. Die weitere Trassenführung ging über elf Kilometer größtenteils geradlinig südwärts mit einem Versatz von etwa drei Kilometern nach Westen bis Zollenspieker. Die dazwischen liegenden Stationen mit Bahnhofsgebäuden waren Curslack-Neuengamme und Kirchwerder-Nord.
Zwischen dem Neuengammer Hinterdeich und der Achterdiekbrücke befand sich eine Haltestelle Achterdiek

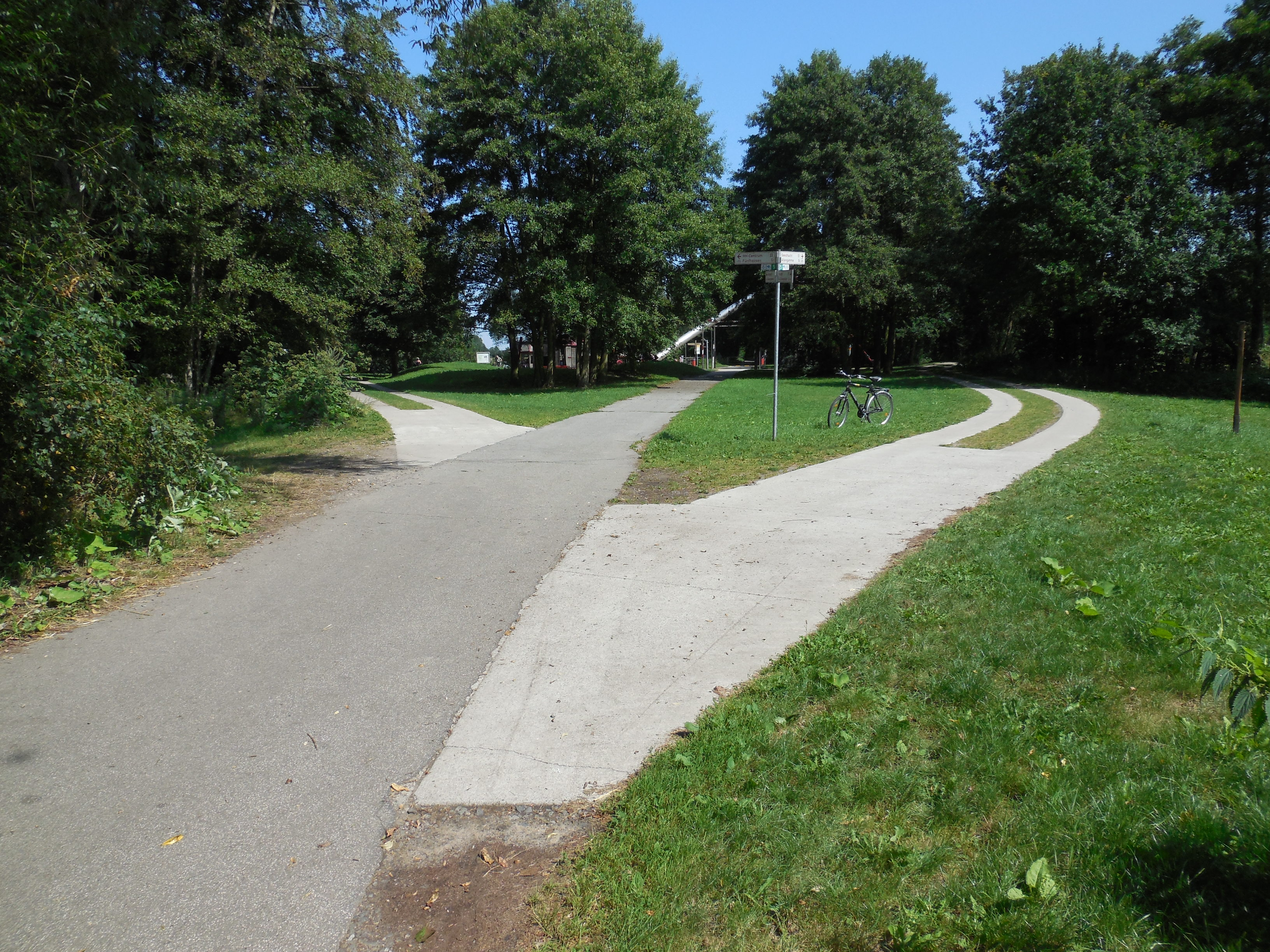
Abzweig der Marschbahn bei Teufelsort, links von Billbrook, rechts von Geesthacht, in der Mitte die Vierländer Bahn von Bergedorf. Der mittlere Strang läuft rückwärtig weiter nach Zollenspieker (2014).

Auf halber Strecke zweigte bei der Straße Feldstegel ein Gleis südöstlich zum Gelände des KZ Neuengamme ab. Am damaligen Zollenspieker Querweg (zwischen Fersenweg und Süderquerweg) liefen von Billbrook im Osten und Geesthacht im Westen kommend mit je einer Kurve südwärts die Gleise der Hamburger Marschbahn in die Trasse der Vierländer Bahn hinein. Hier befand sich in den 1930er Jahren die viergleisige Bahnhofsanlage Zollenspieker Querweg mit einem Stellwerk anstelle eines eigentlichen Bahnhofsgebäudes. Auf den letzten 900 Metern verlief die Strecke zweigleisig bis zum Endbahnhof Zollenspieker.
Der Bahnhof Zollenspieker hatte neben drei Gleisen für Güterverlade- und Abstellzwecke weitere drei Parallelgleise, die am Ende mit Weichen zu einem Spitzkehrengleis zusammengeführt wurden. Großenteils diente der Bahnhof dem Umsetzen der Lokomotiven an die jeweils anderen Zugenden zum Zweck des Fahrtrichtungswechsels, der Umfang der Güteranlagen deutete nicht auf einen großen Güterumsatz hin.
Die im Streckenverlauf zwischenliegenden Dove Elbe und Gose Elbe sowie mehrere Entwässerungssiele wurden mit Brücken überquert.

## Betriebsführung
Die 1912 eröffnete Strecke hatte 1913/1914 die Kursbuchnummer 51c gemeinsam mit der BGE-Strecke nach Geesthacht, 1936 93f und zuletzt 110d.
Die Betriebsführung lag bei der BGE, die in den 1920er Jahren auch die Infrastruktur übernahm. 1942 baute sie in Neuengamme einen Abzweig mit Gleisanschluss zum Gelände des KZ Neuengamme. Teils wollte man die Häftlinge reibungslos und unauffällig transportieren, teils die von den Gefangenen in Zwangsarbeit produzierten Güter günstig und schnell transportieren. Es gab sowohl im KZ ansässige Hersteller als auch auswärtige Firmen, deren Niederlassung im KZ in ihren anderweitigen Produktionsablauf eingebunden war. Bekannt ist ein regelmäßiger Verkehr zur Veddel, für den die Hamburger Marschbahn Richtung Westen befahren wurde.
Der Personenverkehr auf der Bahn wurde am 16. Mai 1953 eingestellt. Der Omnibusverkehr der BGE bestand hier bereits seit 1927, er wurde 1954 von der VHH übernommen. Der Güterverkehr zwischen Pollhof und Zollenspieker wurde zum 27. Mai 1961 eingestellt.
1978 wurde das letzte Gleis zwischen dem Anschluss an die Strecke Bergedorf Süd – Geesthacht und dem Pollhof abgebaut. Der ehemalige Bahndamm dient heute als Radwanderweg.

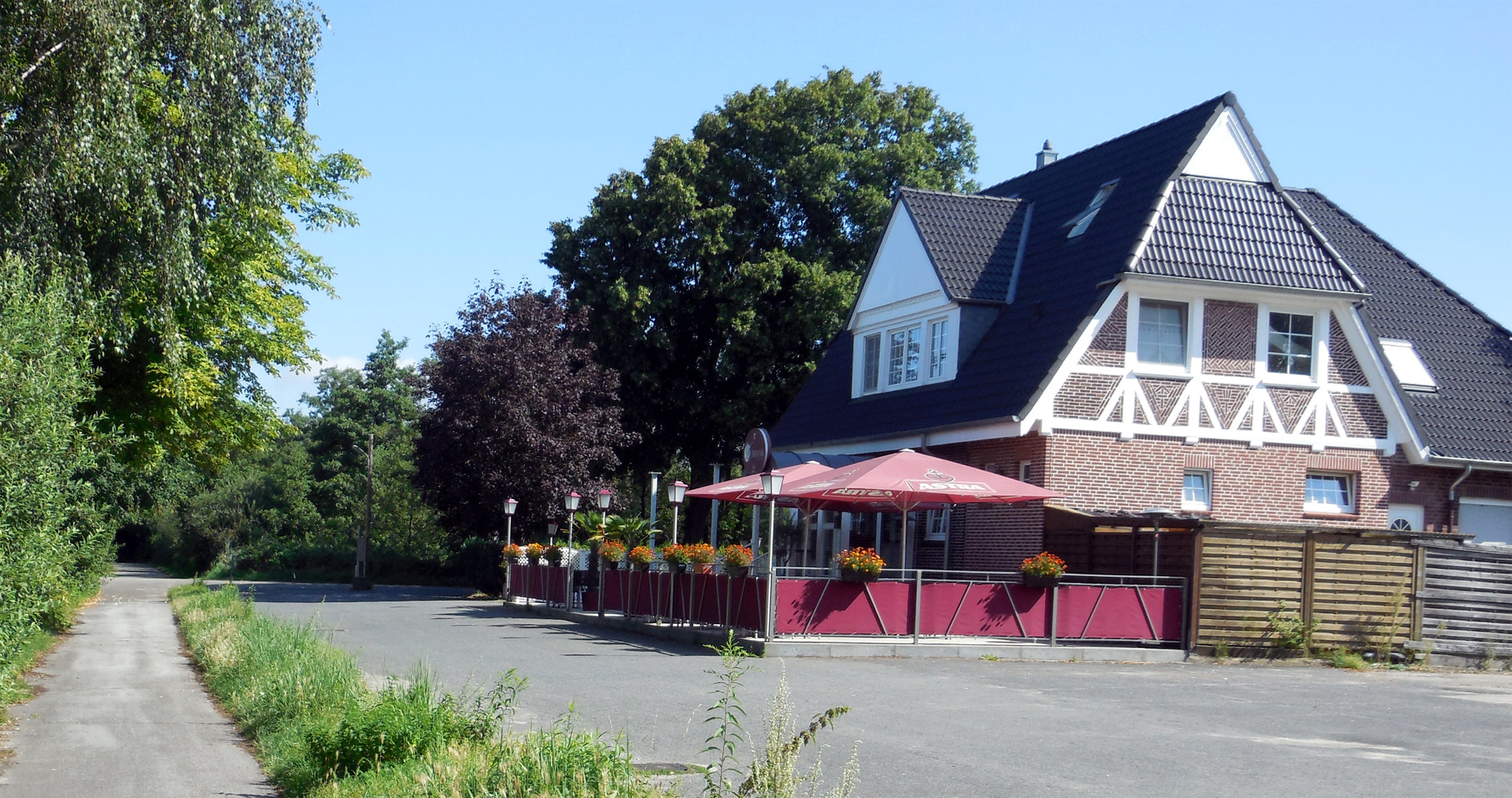
Ehemaliger Bahnhof Pollhof
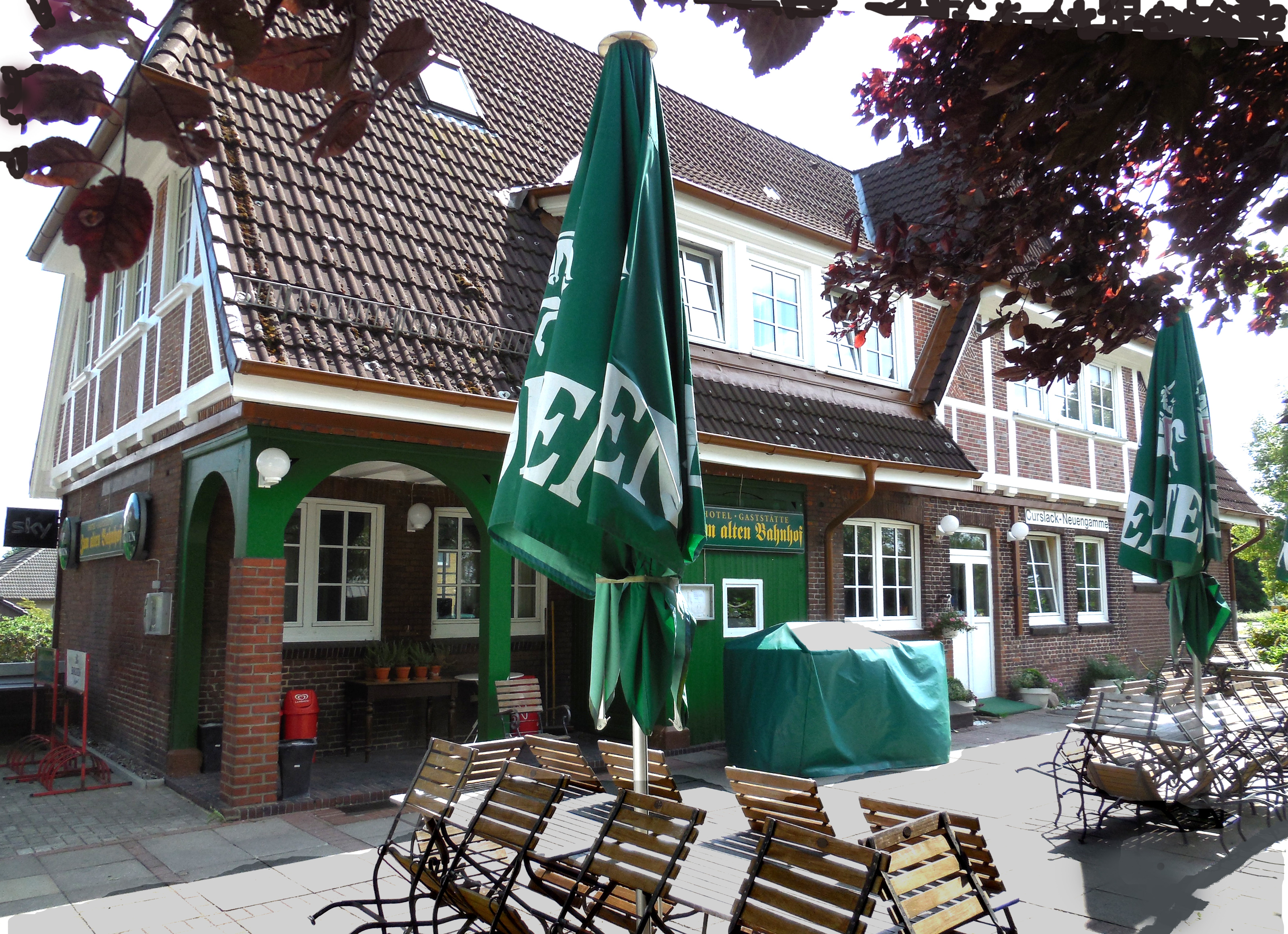
Ehemaliger Bahnhof Curslack-Neuengamme, Bahnsteigseite
Frühere Odemannbrücke über die Dove Elbe
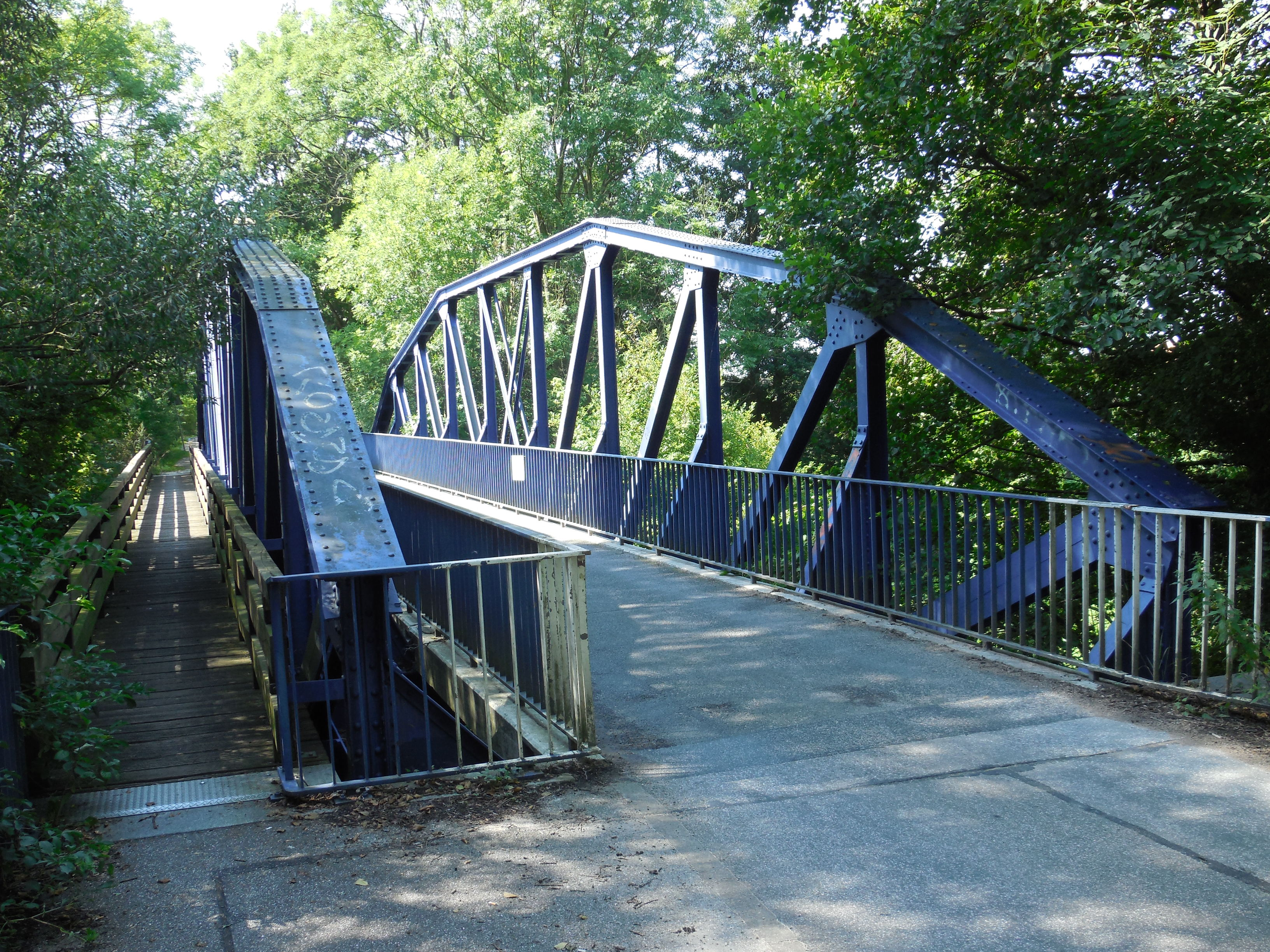
Achterdiekbrücke über die Gose Elbe
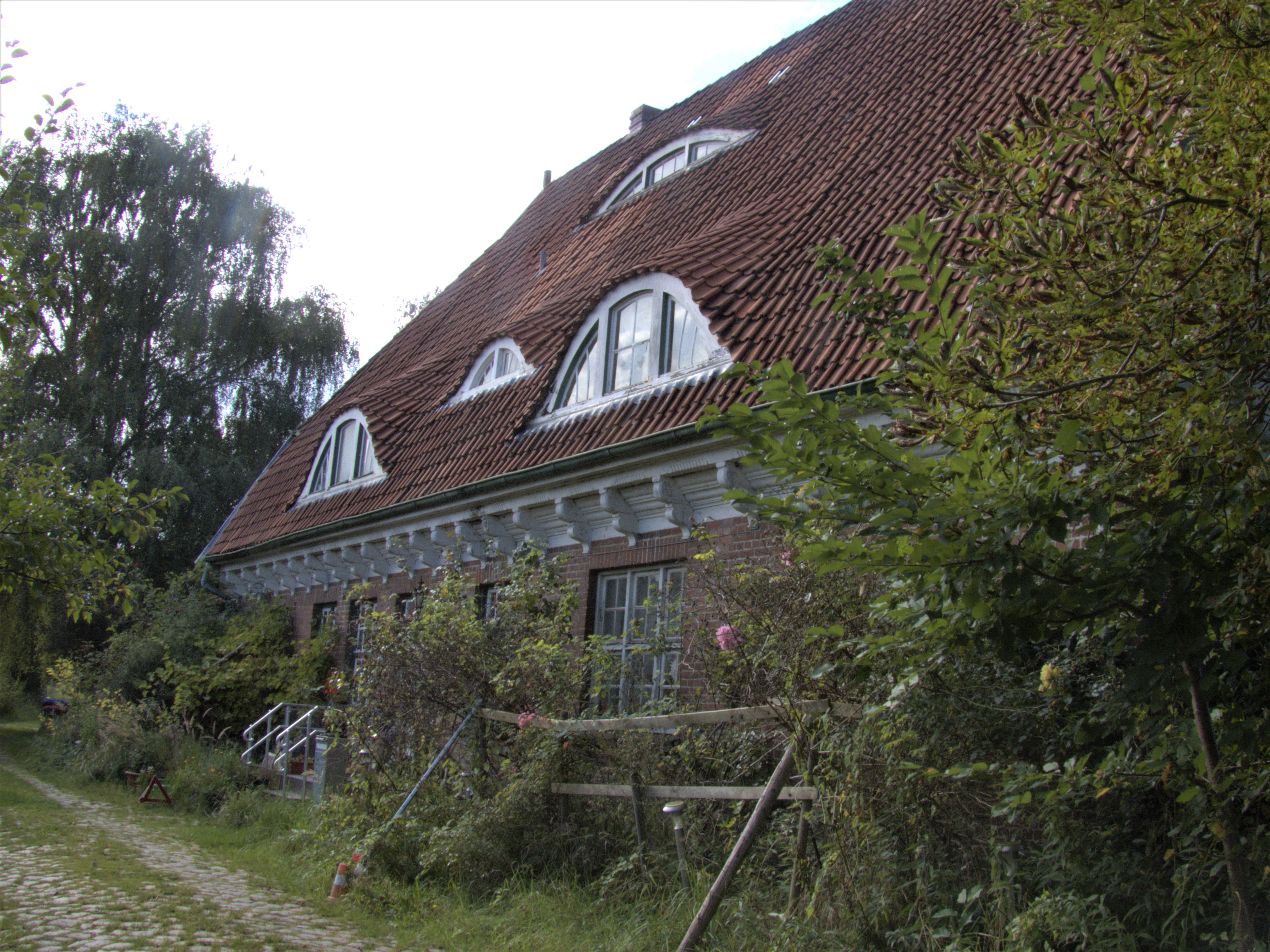
Hamburg-Kirchwerder, Norderquerweg 148